# Camponotus tumidus
Camponotus tumidus é uma espécie de inseto do gênero Camponotus, pertencente à família Formicidae.